# Ptyelus subfasciatus
Ptyelus subfasciatus är en insektsart som beskrevs av Walker 1851. Ptyelus subfasciatus ingår i släktet Ptyelus och familjen spottstritar. Inga underarter finns listade i Catalogue of Life.